# Cissampelos mucronata
Cissampelos mucronata là một loài thực vật có hoa trong họ Biển bức cát. Loài này được A.Rich. mô tả khoa học đầu tiên năm 1831.